# Mamadou Sakho (voetballer)
Mamadou Sakho (Parijs, 13 februari 1990) is een Frans profvoetballer van Senegalese afkomst die doorgaans als centrale verdediger speelt. Hij tekende in augustus 2017 een contract tot medio 2021 bij Crystal Palace , dat circa €28.450.000,- voor hem betaalde aan Liverpool. Sakho debuteerde in 2010 in het Frans voetbalelftal.

## Clubcarrière
Sakho stroomde in 2007 door vanuit de jeugd van Paris Saint-Germain. Daarvoor debuteerde hij op zijn zeventiende in het eerste elftal, gelijktijdig met zijn vriend en collega van Frankrijk -20 Ronan Duchene. Sakho won met 'PSG' in 2008 de Coupe de la Ligue, de Coupe de France in 2010 en de landstitel in 2013.
Sakho tekende op 2 september 2013 een contract bij Liverpool, dat circa 20 miljoen euro voor hem betaalde. Hij debuteerde op 16 september 2013 voor Liverpool in de Premier League, tegen Swansea City. Nadat hij in zijn eerste twee seizoenen bij de club ongeveer de helft van de competitiewedstrijden meedeed, verlengde hij in september 2015 zijn contract tot medio 2020. Nadat Sakho positief getest was op een verboden middel tijdens een dopingcontrole in 2016 werd hij door de UEFA geschorst. De tijdelijke schorsing zorgde ervoor dat Sakho de finale van de Europa League moest missen met zijn club Liverpool Een enorme blunder van de UEFA omdat later bleek dat het middel dat aangetroffen is niet op de lijst met verboden middelen stond. Ondanks zijn vrijspraak besloot de Franse bondscoach Didier Deschamps hem niet op de roepen voor het Europees kampioenschap voetbal 2016 waar Frankrijk uiteindelijk in de finale net niet de titel pakte.

## Clubstatistieken
| Seizoen | Club                | Competitie     | Competitie | Competitie | Beker | Beker | Internationaal | Internationaal | Totaal | Totaal |
| Seizoen | Club                | Competitie     | Wed.       | Dlp.       | Wed.  | Dlp.  | Wed.           | Dlp.           | Wed.   | Dlp.   |
| ------- | ------------------- | -------------- | ---------- | ---------- | ----- | ----- | -------------- | -------------- | ------ | ------ |
| 2006/07 | Paris Saint-Germain | Ligue 1        | 0          | 0          | 0     | 0     | 2              | 0              | 2      | 0      |
| 2007/08 | Paris Saint-Germain | Ligue 1        | 12         | 0          | 4     | 0     | —              | —              | 16     | 0      |
| 2008/09 | Paris Saint-Germain | Ligue 1        | 23         | 1          | 4     | 0     | 7              | 0              | 34     | 1      |
| 2009/10 | Paris Saint-Germain | Ligue 1        | 32         | 0          | 7     | 0     | —              | —              | 39     | 0      |
| 2010/11 | Paris Saint-Germain | Ligue 1        | 35         | 4          | 5     | 0     | 9              | 0              | 49     | 4      |
| 2011/12 | Paris Saint-Germain | Ligue 1        | 22         | 0          | 3     | 0     | 1              | 0              | 26     | 0      |
| 2012/13 | Paris Saint-Germain | Ligue 1        | 27         | 2          | 4     | 0     | 3              | 0              | 34     | 2      |
| 2013/14 | Liverpool           | Premier League | 18         | 1          | 1     | 0     | 0              | 0              | 19     | 1      |
| 2014/15 | Liverpool           | Premier League | 16         | 0          | 9     | 0     | 2              | 0              | 27     | 0      |
| 2015/16 | Liverpool           | Premier League | 22         | 1          | 2     | 0     | 10             | 1              | 34     | 2      |
| 2016/17 | Liverpool           | Premier League | 0          | 0          | 0     | 0     | 0              | 0              | 0      | 0      |
| 2016/17 | → Crystal Palace    | Premier League | 8          | 0          | 0     | 0     | —              | —              | 8      | 0      |
| 2017/18 | Crystal Palace      | Premier League | 19         | 1          | 1     | 0     | —              | —              | 20     | 1      |
| 2018/19 | Crystal Palace      | Premier League | 27         | 0          | 0     | 0     | —              | —              | 27     | 0      |
| 2019/20 | Crystal Palace      | Premier League | 8          | 0          | 0     | 0     | —              | —              | 8      | 0      |
| Totaal  | Totaal              | Totaal         | 269        | 10         | 40    | 0     | 34             | 1              | 343    | 11     |

Bijgewerkt t/m 10 februari 2020

## Interlandcarrière
Sakho speelde voor verschillende Franse nationale jeugdselecties. Hij debuteerde op 17 november 2010 onder bondscoach Laurent Blanc in het Frans voetbalelftal, toen hij in een oefeninterland tegen Engeland aan het begin van de tweede helft inviel voor Philippe Mexès. Sakho maakte op 19 november 2013 zijn eerste en tweede interlanddoelpunt. Hij schoot toen zowel de 1–0 als de 3–0 binnen in een met diezelfde cijfers gewonnen wedstrijd in de play-offs voor het WK 2014 thuis tegen Oekraïne. Na het 2–0 verlies in de eerste wedstrijd in Oekraïne, schoot hij Frankrijk met zijn derde doelpunt naar het eindtoernooi. Coach Didier Deschamps zette hem hierop in vier van de vijf wedstrijden die de Fransen speelden in de basis.
| Interlands van Mamadou Sakho voor Frankrijk | Interlands van Mamadou Sakho voor Frankrijk | Interlands van Mamadou Sakho voor Frankrijk | Interlands van Mamadou Sakho voor Frankrijk | Interlands van Mamadou Sakho voor Frankrijk | Interlands van Mamadou Sakho voor Frankrijk |
| №                                           | Datum                                       | Wedstrijd                                   | Uitslag                                     | Competitie                                  | Goals                                       |
| Als speler van Paris Saint-Germain          | Als speler van Paris Saint-Germain          | Als speler van Paris Saint-Germain          | Als speler van Paris Saint-Germain          | Als speler van Paris Saint-Germain          | Als speler van Paris Saint-Germain          |
| ------------------------------------------- | ------------------------------------------- | ------------------------------------------- | ------------------------------------------- | ------------------------------------------- | ------------------------------------------- |
| 1                                           | 17 november 2010                            | Engeland – Frankrijk                        | 1 – 2                                       | Vriendschappelijk                           |                                             |
| 2                                           | 29 maart 2011                               | Frankrijk – Kroatië                         | 0 – 0                                       | Vriendschappelijk                           |                                             |
| 3                                           | 3 juni 2011                                 | Wit-Rusland – Frankrijk                     | 1 – 1                                       | EK-kwalificatie                             |                                             |
| 4                                           | 6 juni 2011                                 | Oekraïne – Frankrijk                        | 1 – 4                                       | Vriendschappelijk                           |                                             |
| 5                                           | 15 november 2011                            | Frankrijk – België                          | 0 – 0                                       | Vriendschappelijk                           |                                             |
| 6                                           | 15 augustus 2012                            | Frankrijk – Uruguay                         | 0 – 0                                       | Vriendschappelijk                           |                                             |
| 7                                           | 7 september 2012                            | Finland – Frankrijk                         | 0 – 1                                       | WK-kwalificatie                             |                                             |
| 8                                           | 11 september 2012                           | Frankrijk – Wit-Rusland                     | 3 – 1                                       | WK-kwalificatie                             |                                             |
| 9                                           | 12 oktober 2012                             | Frankrijk – Japan                           | 0 – 1                                       | Vriendschappelijk                           |                                             |
| 10                                          | 16 oktober 2012                             | Spanje – Frankrijk                          | 1 – 1                                       | WK-kwalificatie                             |                                             |
| 11                                          | 14 november 2012                            | Italië – Frankrijk                          | 1 – 2                                       | Vriendschappelijk                           |                                             |
| 12                                          | 6 februari 2013                             | Frankrijk – Duitsland                       | 1 – 2                                       | Vriendschappelijk                           |                                             |
| 13                                          | 22 maart 2013                               | Frankrijk – Georgië                         | 3 – 1                                       | WK-kwalificatie                             |                                             |
| 14                                          | 9 juni 2013                                 | Brazilië – Frankrijk                        | 3 – 0                                       | Vriendschappelijk                           |                                             |
| Als speler van Liverpool FC                 |                                             |                                             |                                             |                                             |                                             |
| 15                                          | 11 oktober 2013                             | Frankrijk – Australië                       | 6 – 0                                       | Vriendschappelijk                           |                                             |
| 16                                          | 19 november 2013                            | Frankrijk – Oekraïne                        | 3 – 0                                       | WK-kwalificatie                             | 22' 72'                                     |
| 17                                          | 27 mei 2014                                 | Frankrijk - Noorwegen                       | 4 – 0                                       | Vriendschappelijk                           |                                             |
| 18                                          | 1 juni 2014                                 | Frankrijk - Paraguay                        | 1 – 1                                       | Vriendschappelijk                           |                                             |
| 19                                          | 8 juni 2014                                 | Frankrijk – Jamaica                         | 8 – 0                                       | Vriendschappelijk                           |                                             |
| 2o                                          | 15 juni 2014                                | Frankrijk - Honduras                        | 3 – 0                                       | WK-eindronde                                |                                             |
| 21                                          | 20 juni 2014                                | Zwitserland - Frankrijk                     | 2 – 5                                       | WK-eindronde                                |                                             |
| 22                                          | 25 juni 2014                                | Ecuador - Frankrijk                         | 0 – 0                                       | WK-eindronde                                |                                             |
| 23                                          | 4 juli 2014                                 | Frankrijk - Duitsland                       | 0 – 1                                       | WK-eindronde                                |                                             |
| 24                                          | 4 september 2014                            | Frankrijk - Spanje                          | 1 – 0                                       | Vriendschappelijk                           |                                             |
| 25                                          | 26 maart 2015                               | Frankrijk - Brazilië                        | 1 – 3                                       | Vriendschappelijk                           |                                             |
| 26                                          | 13 juni 2015                                | Albanië - Frankrijk                         | 1 – 0                                       | Vriendschappelijk                           |                                             |

Bijgewerkt t/m 20 juli 2015

## Erelijst
| Kampioen Ligue 1      | 1× | 2012/13 |
| Coupe de France       | 1× | 2009/10 |
| Coupe de la Ligue     | 1× | 2007/08 |
| Trophée des Champions | 1× | 2013    |